# Ophiodaces inanis
Ophiodaces inanis är en ormstjärneart som beskrevs av Jean Baptiste François René Koehler 1922. Ophiodaces inanis ingår i släktet Ophiodaces och familjen knotterormstjärnor. Inga underarter finns listade i Catalogue of Life.